# Смолякова, Наталья Ивановна
Наталья Ивановна Смолякова (21 марта 1968) — казахстанская футболистка, выступавшая на позиции защитника.
Первой футбольной командой была «Претендент» (Алма-Ата), которая впоследствии стала самарским клубом ЦСК ВВС, в общей сложности отыграла 5 сезонов. В 1992 году провела в чемпионате 24 матча. По окончании сезона приняла решение вернуться в Алма-Ату.

## Достижения
Чемпионат России по футболу среди женщин
- Вице—чемпион России (1): 1992